# Харюн (стадион)
Стадион Харюн е многофункционален стадион в град Ювяскюля, Финландия.
Построен е през 1926 г. и разполага с капацитет от 5000 места. Домашен стадион е на местния футболен отбор ЮЯК Ювяскюля. Покрива някои от критериите на УЕФА.